# Extração de areia

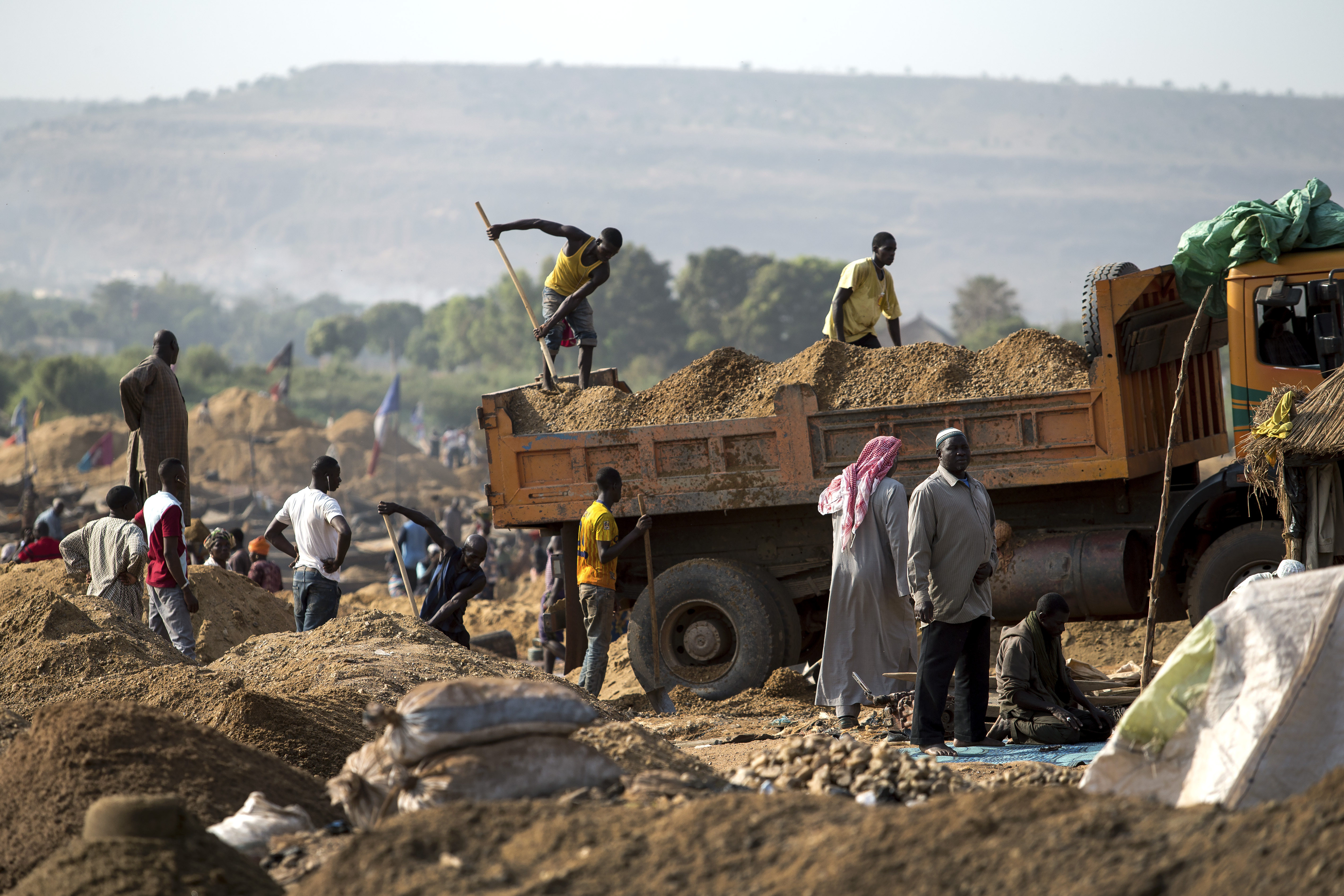
Extração de areia no Mali

Extração de areia ou mineração de areia é feita principalmente através de um poço aberto. No entanto, a areia também é minada de praias, dunas e dragada de leitos oceânicos e córregos. 
É usado frequentemente na fabricação como um abrasivo, e para fazer concreto. Também é usado em regiões frias para colocar as estradas por caminhões de arado municipais para ajudar as condições glaciais, geralmente misturada com sal ou outra mistura para evitar o congelamento da estrada (as precipitações congelam a uma temperatura mais baixa). Areias dragadas pela foz dos rios também podem ser usadas para substituir o litoral erodido.
Outro motivo para a extração de areia é a extração de minerais, como rutilo, ilmenita e zinco que contêm os elementos industrialmente úteis titânio e zircônio. Esses minerais geralmente ocorrem combinados com a areia comum, que é desenterrada, sendo os valiosos minerais separados em água em virtude de suas diferentes densidades, e a restante areia comum re-depositada.
A mineração de areia é uma causa direta de erosão, e também afeta a fauna local.
Por exemplo, tartarugas marinhas dependem de praias arenosas para sua nidificação, e a mineração de areia levou à quase extinção de gaviais (uma espécie de crocodilos da Índia). A perturbação da areia subaquática e costeira causa turbidez na água, que é prejudicial para organismos como os corais que precisam de luz solar. Também destrói estuários causando problemas para as pessoas que dependem da pesca para seus meios de subsistência.
A remoção demasiada de barreiras físicas costeiras, como dunas, leva a inundações de comunidades à beira-mar e a destruição de praias pitorescas fazendo com que turismo se dissipe. A mineração de areia é regulada por lei em muitos lugares, porém grande parte é de forma ilegal.
Globalmente, é uma indústria de US$ 70 bilhões com areia custando até US$ 90 por jarda cúbica.